# My Kink Is Karma
«My Kink Is Karma» es una canción de la cantautora estadounidense Chappell Roan, publicada el 6 de mayo de 2022 como cuarto sencillo de su álbum de estudio debut, The Rise and Fall of a Midwest Princess (2023). Fue producida por Dan Nigro.

## Antecedentes
En una entrevista con Into, Roan habló de los orígenes de la canción: «He pasado por rupturas muy duras. Estaba sentada en la sesión y pensé: '¡Ah, qué bien me sienta que a mi ex le vaya fatal! Lo cual es increíblemente tóxico. ¡La canción es tóxica! Soy muy consciente de que no es saludable. Pero así es como me sentía ese día».

## Composición
«My Kink Is Karma» cuenta con una producción cargada de sintetizadores y muestra a Chappell Roan deleitándose con las desgracias de su expareja, como verles «arruinar su vida», «perder la cabeza», «teñirse el pelo» y «estrellar su coche». También afirma: «La gente dice que soy celosa, pero mi perversión es el karma».

## Recepción crítica
Neil Z. Yeung, redactor de AllMusic, la calificó de canción «sardónica y cargada de sintetizador». Annabel Holman, de The Fulcrum, incluyó «My Kink Is Karma» entre las mejores canciones de The Rise and Fall of a Midwest Princess, destacando su rabia. Syd Briscoe, de David Reviews, alabó «My Kink Is Karma», calificándola de «canción suave», y también aplaudió el vídeo musical por sus «alegres efectos visuales».

## Vídeo musical
En el vídeo musical, Chappell Roan lleva un maquillaje excesivo de payaso e interpreta a un personaje llamado «Karma», que tiene una cara blanca con forma de corazón, sombra de ojos azul brillante y cuernos de diablo. Según Roan, hizo el vídeo con sus amigos del campamento de verano. Declaró: «No quería que fuera necesariamente un vídeo de belleza. Quería que diera un poco de miedo. Y sabía que no quería que girara totalmente en torno al sexo, porque la canción se llama "My Kink Is Karma". Podríamos haber ido por el camino fácil de ser supersexuales». Su maquillaje se inspiró en payasos, el mayor de ellos el personaje Him de The Powerpuff Girls.

## Posicionamiento en listas
| Lista (2024)                       | Mejor posición |
| ---------------------------------- | -------------- |
| Canadá (Canadian Hot 100)          | 98             |
| Estados Unidos (Billboard Hot 100) | 81             |

## Certificaciones
| País                                                                   | Certificación | Ventas  |
| ---------------------------------------------------------------------- | ------------- | ------- |
| Canadá (Music Canada)                                                  | Oro           | 40,000‡ |
| ‡ Cifras de ventas y streaming basadas únicamente en la certificación. |               |         |